# Antoni Nagórka
Antoni Nagórka (ur. 1 sierpnia 1908 w Otwocku, zm. 5 kwietnia 1977 w Warszawie) – polski kolejarz, który podczas okupacji niemieckiej uratował życie Benjaminowi Krochmalikowi, żydowskiemu uciekinierowi z otwockiego getta, poprzez zorganizowanie mu kryjówki w piwnicy swojego domu. Odznaczony Medalem Virtus et Fraternitas.

## Życiorys
Antoni Nagórka urodził się w Otwocku 1 sierpnia 1908 r. jako syn Antoniego i Marianny z domu Chmielewskiej, małżonków Nagórków. Z zawodu był kolejarzem. Podczas okupacji niemieckiej, od 1942 r. do zakończenia działań wojennych wspólnie z żoną Władysławą Nagórką ukrywał w piwnicy domu w Otwocku przy ul. Łowieckiej 38 Benjamina Krochmalika (Krochmalnika), zbiegłego z otwockiego getta Żyda. W uznaniu działań na rzecz  ocalenia życia prześladowanego Benjamina Krochmalika Antoni Nagórka razem z żoną Władysławą został odznaczony medalem Virtus et Fraternitas. Krochmalik podtrzymał bliski kontakt z Nagórkami, odwiedzając ich corocznie od 1973 r. Antoni Nagórka zmarł 5 kwietnia 1977 r. w Warszawie.